# 광명동굴

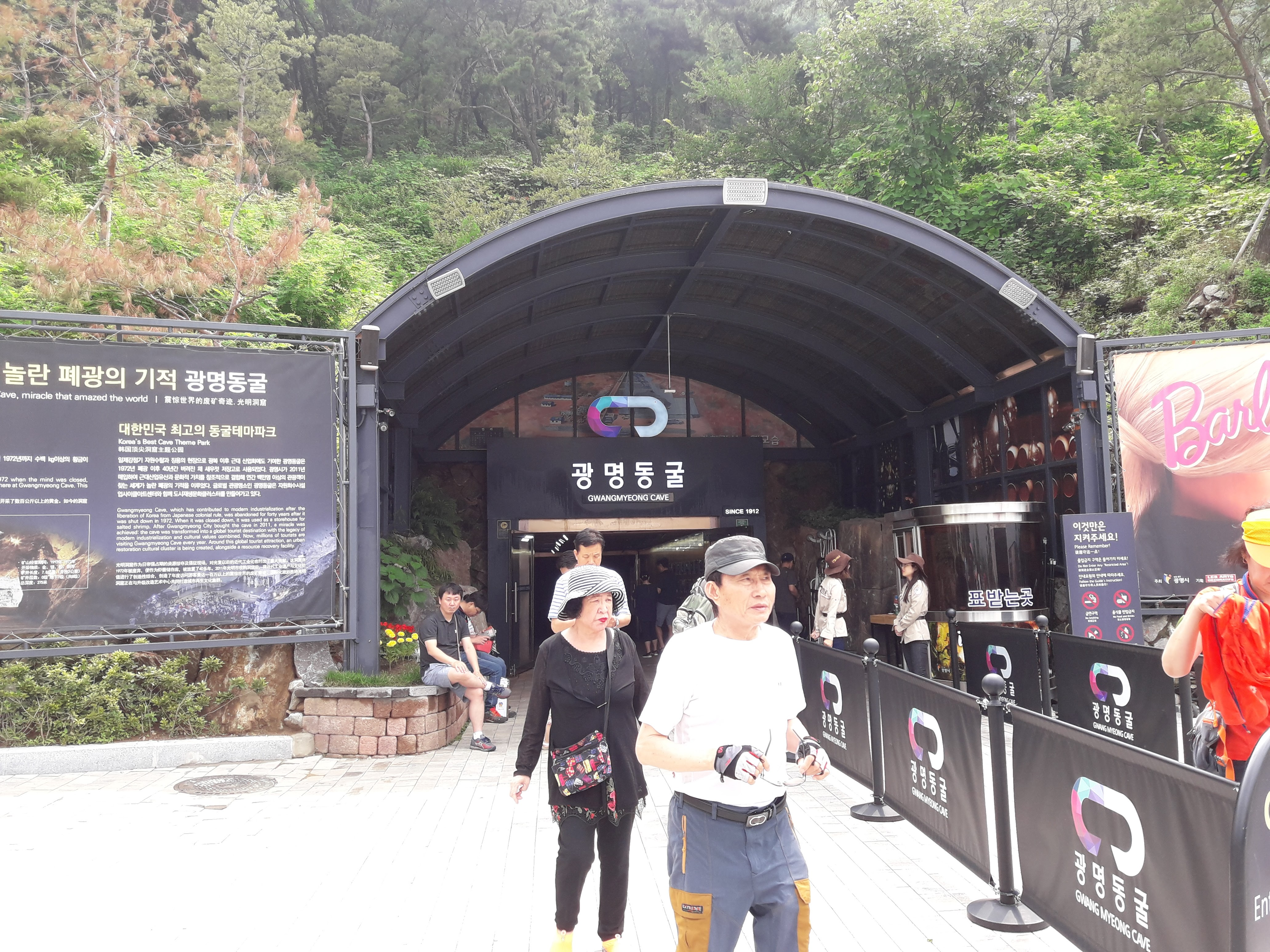
광명동굴 입구

광명동굴(光明洞窟)은 경기도 광명시 가학동에 있으며 2011년 개장한 동굴이다. 폐광산인 가학광산(駕鶴鑛山)을 이용했으며, 시흥광산은 1912년 일제강점기의 조선총독부에 의해 개발된 광산으로 1972년에 폐광되었다. 서울특별시에서 가장 가까운 관광지로 각광받고 있다. 광명동굴은 현재 웜홀 광장, 동굴 예술의 전당, 동굴 아쿠아 월드, 황금 폭포, 동굴 식물원, 황금 궁전, 근대 역사관, 동굴 지하세계, 동굴 지하 호수, 판타지 웨타 갤러리, 와인동굴 등의 시설로 구성되어 있다. 2011년 무료로 개장했으며 2015년 와인 동굴과 함께 유료로 재개장하였다.

## 역사
광명동굴이 최초의 기록은 1903년 5월 2일 가학리에 <시흥광산>이 설립되었다는 기록이었다. 일제강점기에 들어서서 광업권침탈차원에서 그당시 조선총동부는 대한제국 고종황제를 압박하며 '광산조사기관'을 설치하고 금.은 광산을 발견하여서 이것을 독점하려고 안간힘을 쏟았다. 광명동굴 역시 1912년 고바야시 토우에몬 일본인의 이름으로 광산이 설립되었다. 그 당시 광산엔 대부분 농민 출신으로 징용과 생계를 위해 온 광부들이 많았었다. 전성기 때에서 500여명의 광부가 근무하였다고 알려졌다.
황금광산으로 개발되었던 광명동굴은 1950년을 기준하여 동굴 안 광물의 총 매장량은 1만 9천톤으로 추정되며 당시 석탄 공사 자료에 따르면 1955년부터 폐광된 1972년까지 총 52kg의 황금을 캤다고 알려졌다. 광산채광을 시작한 1912년부터 1954년까지는 수백kg의 황금이 채굴되었을 것이라 추측하고 있다. 1972년 폐광된 이유는 홍수에 의한 환경오염과 보상문제 때문이었다. 그래서 지금도 황금광산, 황금동굴에는 많은 양의 황금을 아직도 많이 남아있을 것이라는 게 전문가의 분석이다.
현재는 동굴과 문화예술 콘텐츠를 결합하여 창조 문화를 위한 공간이 되었다. 동굴 예술의 전당을 시작으로 동굴 곳곳은 많은 예술가들과의 협업을 통한 작품을 감상할 수 있게 되어 있다. 산업현장으로만 여겨지던 갱도는 와인동굴로 탈바꿈했다.

## 보전과 활용
광명동굴은 108년의 시간이 지난 지금까지도 광산역사와 상부레벨로부터 지하 7레벨까지 708km의 갱도와 외부에 광석을 선별하던 선광장터가 현재까지 그대로 남겨져 있다. 선광장은 하나하나 쌓아 올린 석조 플랜트와 많이 움직였을 기계를 받쳐주던 콘크리트 기초들이 남겨져 있어 당시 산업건축양식을 분석할 수 있는 시설뿐만 아니라 산업시설로써 용도를 파악할 수 있는 시설이다.
또한 성광장터와 더불어서 광명동굴 내에 지하갱도는 갱도구조를 통해 광산개발의 방식과 통풍, 황기 등 지해갱도에서 작업환경을 알 수 있는 자료이다. 일제강점기의 수탈현장이었던 시간과 함께 근대산업의 중추적인 역할을 하였던 역사의 순간까지 광명동굴은 108년의 긴 시간동안 역사를 써 내려간 유형의 자산과 무형의 자산을 공유하고 있다.

## 국제 교류
광명시 대표단은 2016년 5월 말 프랑스 의화와 드르도뉴주의회 초청으로 파리를 방문해 '광명동굴 성공사례 및 라스코 동굴벽화 광명동굴전의 의미' 등을 발표해 프랑스인들에게 많은 호응을 얻었다. 광명시는 라오스 정부에도 동굴개발 성공 사례를 알려주고있으며 광명동굴엔 벤치마킹을 위해 방문하는 전 세계 공무원들의 발길이 꾸준히 이어지고 있다.

## 주요 전시
반지의 제왕, 호빗 등의 판타지 영화를 제작한 세계적인 영상기업 뉴질랜드 '스타워크숍'이 제작한 실물크기의 골룸과 간달프지팡이, 국내 최대의 용인 '동굴의제왕'이 함께 전시되어있다.  (국내최대의 용 = 길이 41m, 무게 800kg)

## 사진

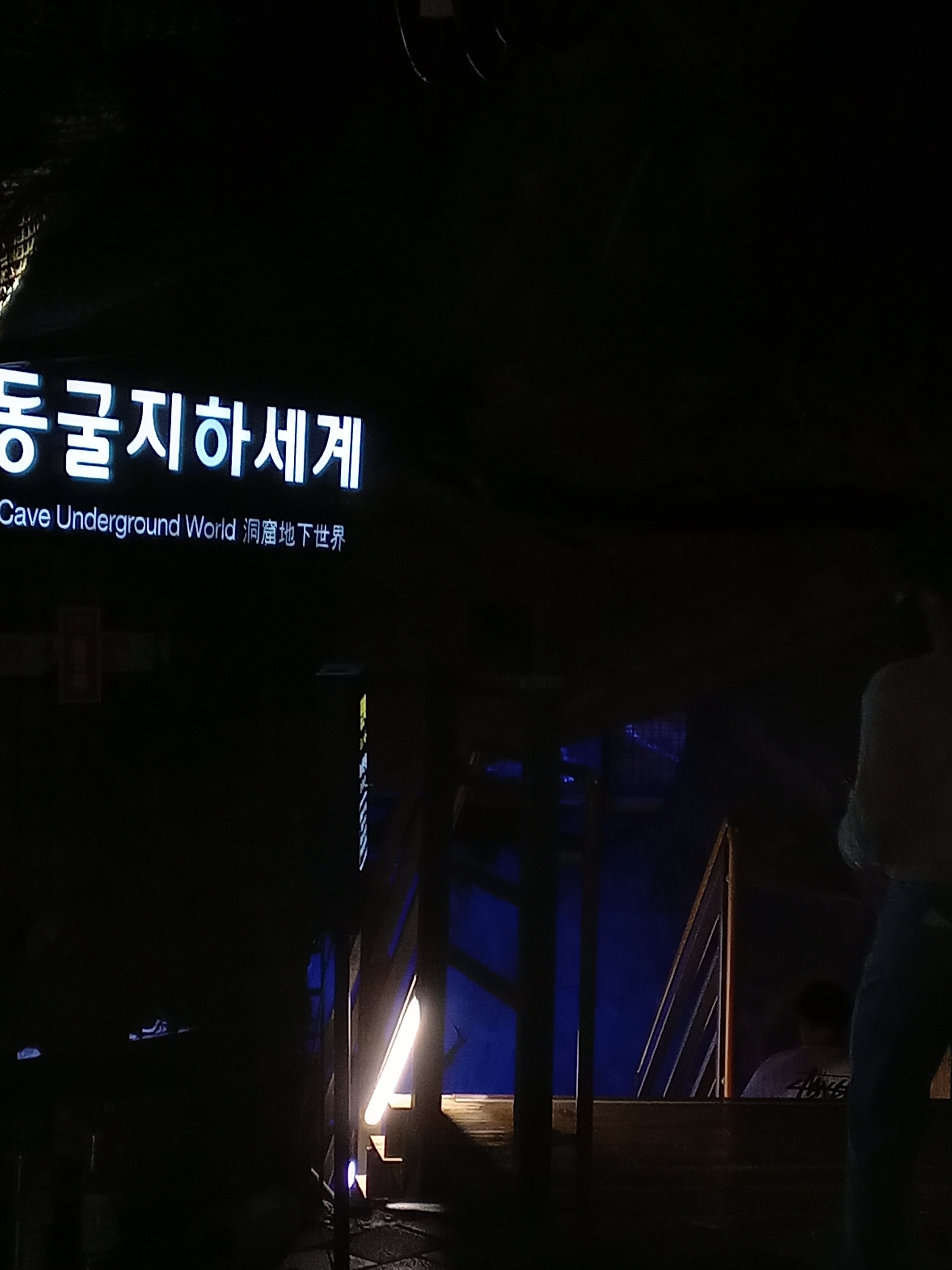
동굴 지하
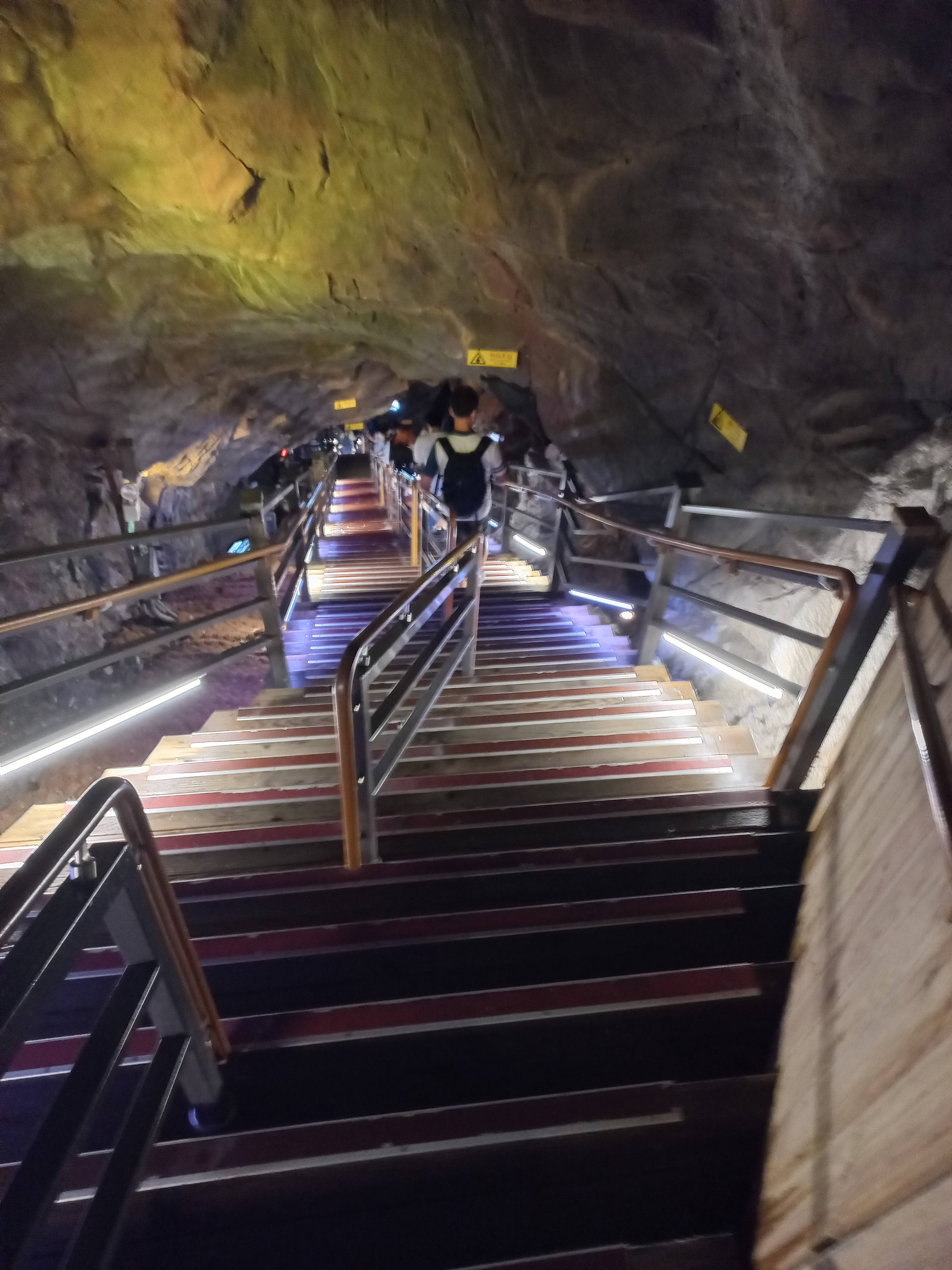
지하로 내려가는길
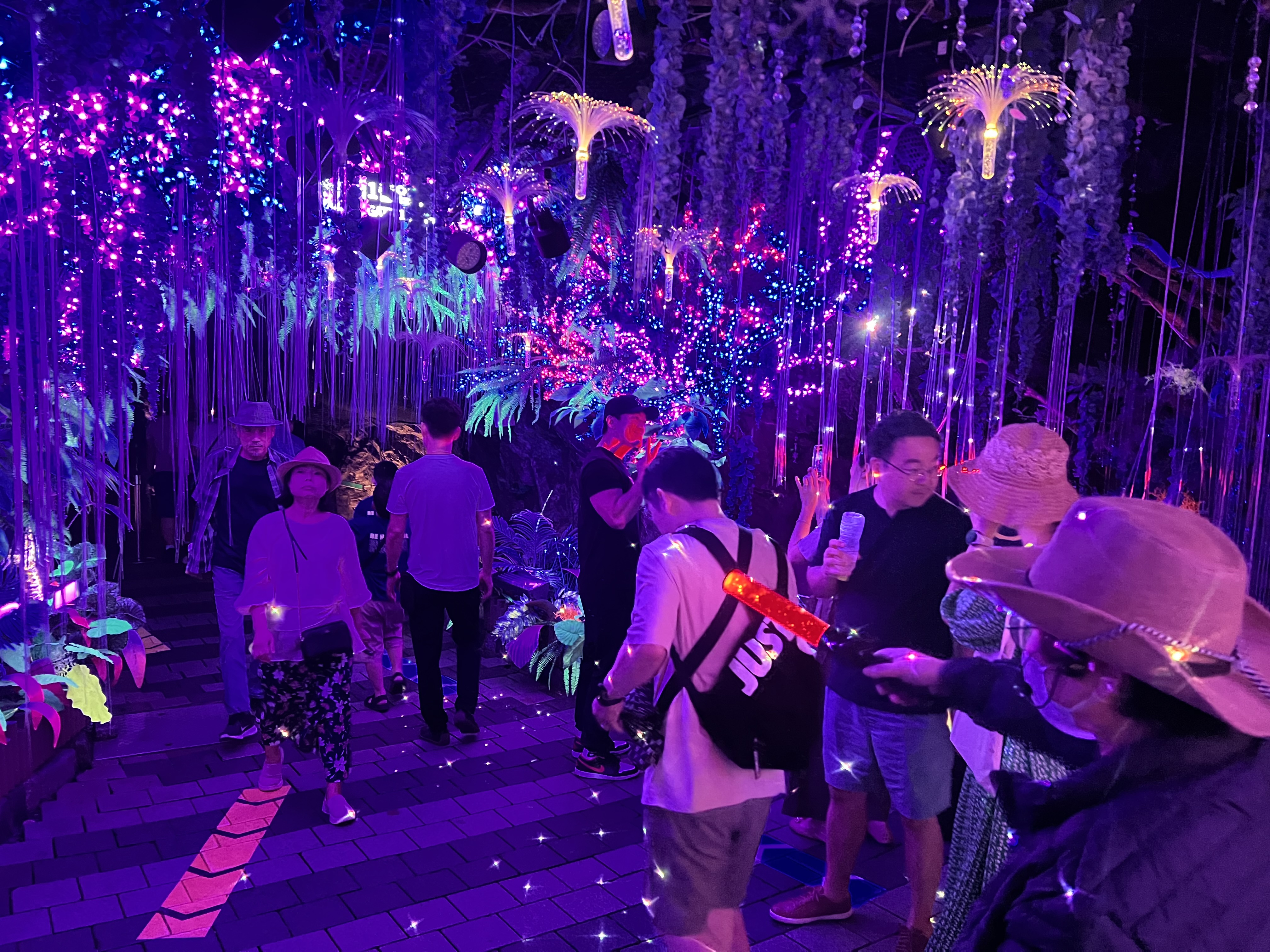
동굴내부
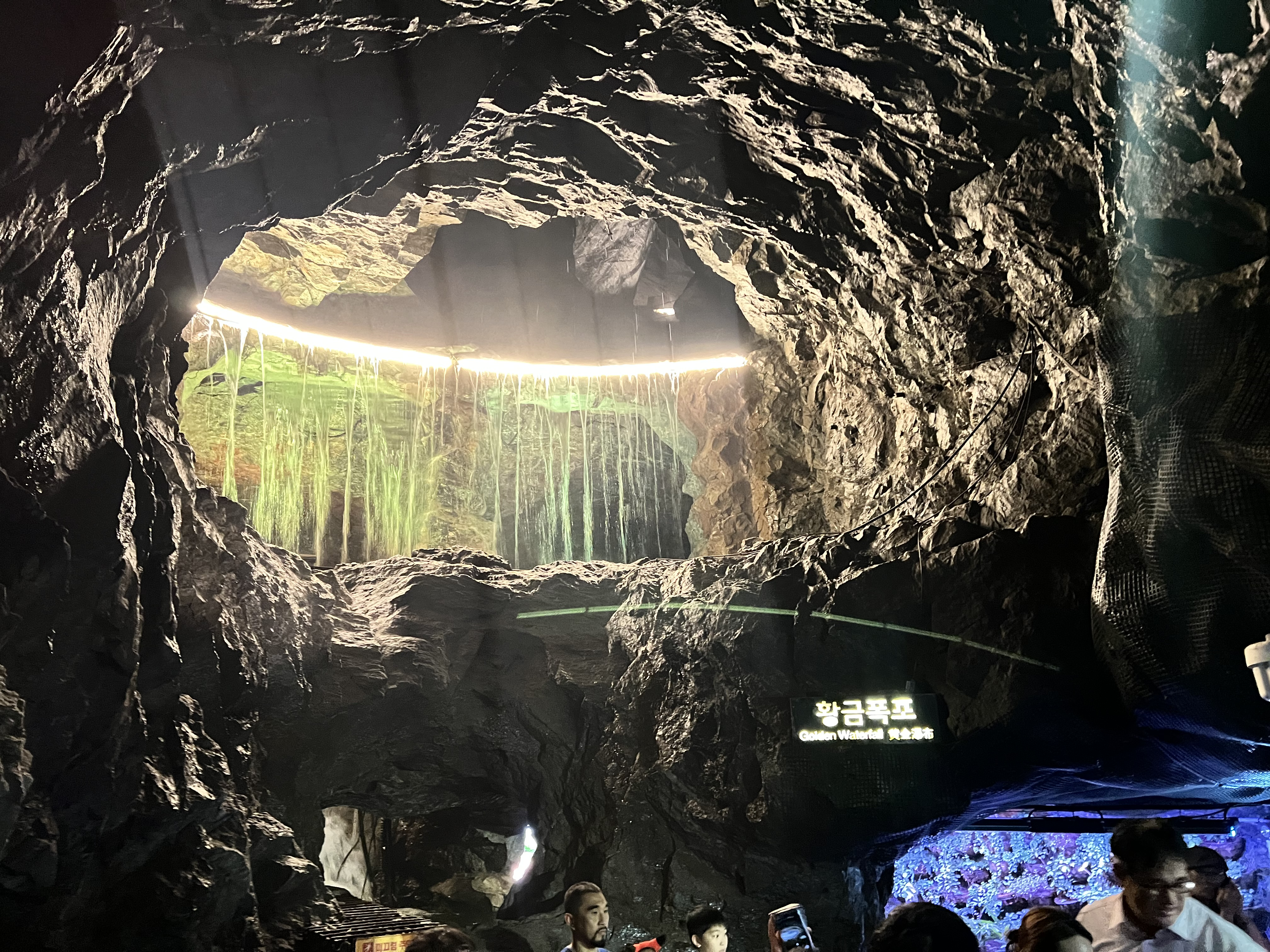
동굴내부 2

## 같이 보기
- 광명문화복합단지